# Wereldkampioenschap schaatsen allround kwalificatie 2009 (Noord-Amerika & Oceanië)
De elfde editie van de Continentale kampioenschappen schaatsen voor Noord-Amerika & Oceanië werden gehouden op 10 en 11 januari 2009 in de Utah Olympic Oval te Salt Lake City, Verenigde Staten.
Vanaf de editie van 1999 was het aantal deelnemers aan het WK allround door de ISU op 24 deelnemers vastgesteld. De startplaatsen werd voortaan per continent verdeeld. Voor Europa werd het EK allround tevens het kwalificatietoernooi voor het WK allround. Voor Azië en Noord-Amerika & Oceanië waren er door de ISU in 1999 speciaal kwalificatietoernooien voor georganiseerd.
In 2009 namen er uit Noord-Amerika zes mannen en zes vrouwen deel aan het WK allround.
| zaterdag 10 januari                                                     | zondag 11 januari                                                           |
| ----------------------------------------------------------------------- | --------------------------------------------------------------------------- |
| 500 meter vrouwen 3000 meter vrouwen 500 meter mannen 5000 meter mannen | 1500 meter vrouwen 5000 meter vrouwen 1500 meter mannen 10.000 meter mannen |

## Mannentoernooi
Er waren veertien mannen ingeschreven voor deze editie, zes uit Canada en de Verenigde Staten en twee uit Nieuw-Zeeland. De Amerikaan Chad Hedrick werd, na 2006 en 2007, voor de derde keer winnaar van dit "Continentaal Kampioenschap".
Van de top zes moest de Canadees Jay Morrison zijn plaats afstaan aan Denny Morrison op het WK. Trevor Marsicano (5e plaats) eindigde als eerste Noord-Amerikaan op het WK.

### Eindklassement
| Rang   | Schaatser            | Land             | Punten  | 500m       | 5000m        | 1500m        | 10.000m       |
| ------ | -------------------- | ---------------- | ------- | ---------- | ------------ | ------------ | ------------- |
| Goud   | Chad Hedrick         | Verenigde Staten | 151,077 | 36,38 (3)  | 6.30,32 (2)  | 1.44,77 (1)  | 13.38,18 (1)  |
| Zilver | Trevor Marsicano     | Verenigde Staten | 151,171 | 36,23 (2)  | 6.29,35 (1)  | 1.45,29 (2)  | 13.38,21 (2)  |
| Brons  | Steven Elm           | Canada           | 153,394 | 36,47 (4)  | 6.35,89 (6)  | 1.46,68 (4)  | 13.55,51 (6)  |
| 4      | Lucas Makowsky       | Canada           | 153,803 | 36,80 (7)  | 6.33,20 (4)  | 1.47,60 (6)  | 13.56,35 (7)  |
| 5      | Jay Morrison         | Canada           | 153,884 | 37,23 (9)  | 6.34,25 (5)  | 1.46,61 (3)  | 13.53,87 (5)  |
| 6      | Brian Hansen         | Verenigde Staten | 154,302 | 36,19 (1)  | 6.38,35 (8)  | 1.48,00 (8)  | 14.05,54 (8)  |
| 7      | Mathieu Giroux       | Canada           | 154,864 | 37,60 (10) | 6.36,56 (7)  | 1.48,68 (9)  | 13.47,64 (4)  |
| 8      | Shane Dobbin         | Nieuw-Zeeland    | 156,157 | 38,55 (13) | 6.32,43 (3)  | 1.51,54 (13) | 13.43,69 (3)  |
| 9      | Jeff Kitura          | Canada           | 157,149 | 36,71 (6)  | 6.45,70 (10) | 1.47,25 (5)  | 14.42,39 (11) |
| 10     | Josh Wood            | Verenigde Staten | 157,296 | 36,60 (5)  | 6.54,38 (12) | 1.49,53 (10) | 14.14,97 (9)  |
| 11     | Jonathan Kuck        | Verenigde Staten | 157,985 | 36,80 (7)  | 6.56,50 (13) | 1.47,92 (7)  | 14.31,24 (10) |
| NC     | Paul Dyrud           | Verenigde Staten | 115,230 | 37,90 (12) | 6.46,47 (11) | 1.50,05 (11) |               |
| NC     | Daniel Joseph Nation | Nieuw-Zeeland    | 118,829 | 40,03 (14) | 6.45,69 (9)  | 1.54,69 (14) |               |
| NC     | Peter Martel         | Canada           | 0,000   | 37,78 (11) | DQ           | 1.50,18 (12) |               |

## Vrouwentoernooi
Er namen twaalf vrouwen aan deze editie deel, zes uit Canada en de Verenigde Staten. De Canadese Kristina Groves werd voor de vierde keer winnares van dit "Continentaal kampioenschap".
Van de top zes moesten de Canadezen Nicole Garrido en Kirsty Lay hun plaatsen afstaan aan Christine Nesbitt en Clara Hughes. Winnares Groves (2e plaats) eindigde als eerste Noord-Amerikaanse op het WK.

### Eindklassement
| Rang   | Schaatsster             | Land             | Punten  | 500m       | 3000m        | 1500m        | 5000m       |
| ------ | ----------------------- | ---------------- | ------- | ---------- | ------------ | ------------ | ----------- |
| Goud   | Kristina Groves         | Canada           | 162,783 | 39,58 (1)  | 4.10,06 (1)  | 1.56,30 (1)  | 7.07,61 (1) |
| Zilver | Brittany Schussler      | Canada           | 166,283 | 39,79 (2)  | 4.16,50 (3)  | 1.57,47 (2)  | 7.25,87 (3) |
| Brons  | Nancy Swider-Peltz, Jr. | Verenigde Staten | 168,553 | 41,41 (9)  | 4.15,37 (2)  | 2.01,27 (3)  | 7.21,59 (2) |
| 4      | Nicole Garrido          | Canada           | 170,683 | 42,09 (11) | 4.18,39 (4)  | 2.02,57 (6)  | 7.26,72 (4) |
| 5      | Maria Lamb              | Verenigde Staten | 171,600 | 41,02 (5)  | 4.22,57 (5)  | 2.03,65 (8)  | 7.36,03 (5) |
| 6      | Kirsty Lay              | Canada           | 172,364 | 41,35 (8)  | 4.24,09 (6)  | 2.02,28 (5)  | 7.42,39 (7) |
| 7      | Mia Manganello          | Verenigde Staten | 172,619 | 41,41 (9)  | 4.26,88 (8)  | 2.01,99 (4)  | 7.40,66 (6) |
| 8      | Kelly Gunther           | Verenigde Staten | 175,590 | 40,47 (3)  | 4.34,71 (10) | 2.06,51 (10) | 7.51,65 (8) |
| NC     | Anna Ringsred           | Verenigde Staten | 126,487 | 41,07 (6)  | 4.26,47 (7)  | 2.03,02 (7)  | NF          |
| NC     | Justine l'Heureux       | Canada           | 0,000   | 40,74 (4)  | 4.32,23 (9)  | NS           |             |
| NC     | Jilleanne Rookard       | Verenigde Staten | 0,000   | 41,23 (7)  | DQ           | 2.04,15 (9)  |             |
| NC     | Clara Hughes            | Canada           | 0,000   | NS         |              |              |             |